# レッドクルシブル2
『レッドクルシブル2』（Red Crucible2）は、オンラインFPSである。運営元はRocketeer Games Studio。

## 概要
2つのチーム（アメリカ軍とロシア軍を想定）に分かれて戦闘を行う。初期設定武器は各軍の主要装備であるが、ゲームをプレイして獲得できる「Honor Point」や課金をして手に入れられる「Coin」を使用することでその他の武器を手に入れる事もできる。防具やキャラクターも同様である。
また、一部マップでは攻撃ヘリコプターや戦車・装甲車などが配置されており、それを使用して効率よくキルを稼ぐことができる。これらは破壊可能で、破壊されても一定時間で再出現する。
戦闘支援もあり、空爆や砲撃で敵を一度にキルすることもできる。また、地雷や手榴弾も使用できる。以前は「Honor Point」で購入できたが、現在は「Coin」のみとなっている。しかし、試合中数度現れる支援物資や連続キルの報酬として入手することもできる。
現在サービス提供は中止され、事実上のリニューアルバージョンである『レッドクルシブル・ファイアーストーム』（Red Crucible Firestorm: RCF）へ移行した。『レッドクルシブル2』で使用していたアカウントや入手した武器・アイテム類はそのまま移行して使用できる。運営元は2015年9月、新たに『レッドクルシブル2』の軽快なテイストを残した『レッドクルシブル・リローデッド』（Red Crucible Reloaded: RCR）を公開した。なお、リローデッドでは新たにアカウントを作成する必要があり、武器・アイテム類を『レッドクルシブル2』から移行することはできない。

## マップ
- Frankfurt
- A7 Autobahn
- The Trace
- Frostbite
- Kiev
- Red Dawn
- Sand Storm
- Maelstorm
- Island X
- Favela
- Bosporus
- santahouse
- 73easting
- Grimrog
- The refinery
- Sledgehammer

## 登場火器
初期装備のみを掲載する。
|                    | アメリカ軍     | ロシア軍         |
| アサルトライフル   | M16            | AK-74            |
| 軽機関銃           | M249           | RPK              |
| スナイパーライフル | M16 スナイパー | AK-74 スナイパー |
| 対戦車弾           | AT4            | RPG-22           |
| 拳銃               | M9             | Makarov          |
| ------------------ | -------------- | ---------------- |

『3』キーで格闘ナイフに切り替えることができる。近づいて使用すれば一撃で敵を倒すことができる。使用する際に「ダァイ」という掛け声を出すので、空振りをすると相手に気づかれる可能性があるが　一部の近接武器は掛け声を出さないものもある。

## 登場兵器
|                    | アメリカ軍     | ロシア軍 |
| 戦闘ヘリ           | AH-64          | Mi-24    |
| 主力戦車           | M1A1           | T-80     |
| 歩兵戦闘車         | M2歩兵戦闘車   | BMP-2    |
| 自走対空砲         | M163対空自走砲 | ZSU-23-4 |
| ロケットランチャー | M270           | BM-21    |
| ------------------ | -------------- | -------- |

一部のマップには対空機銃（機種不明・一部マップでは異なるものが配置）や対戦車砲（日本軍の一式機動四十七粍速射砲に類似）が配置されている。これらも車両同様に破壊されても一定時間後に再出現する。